# Bishan Park

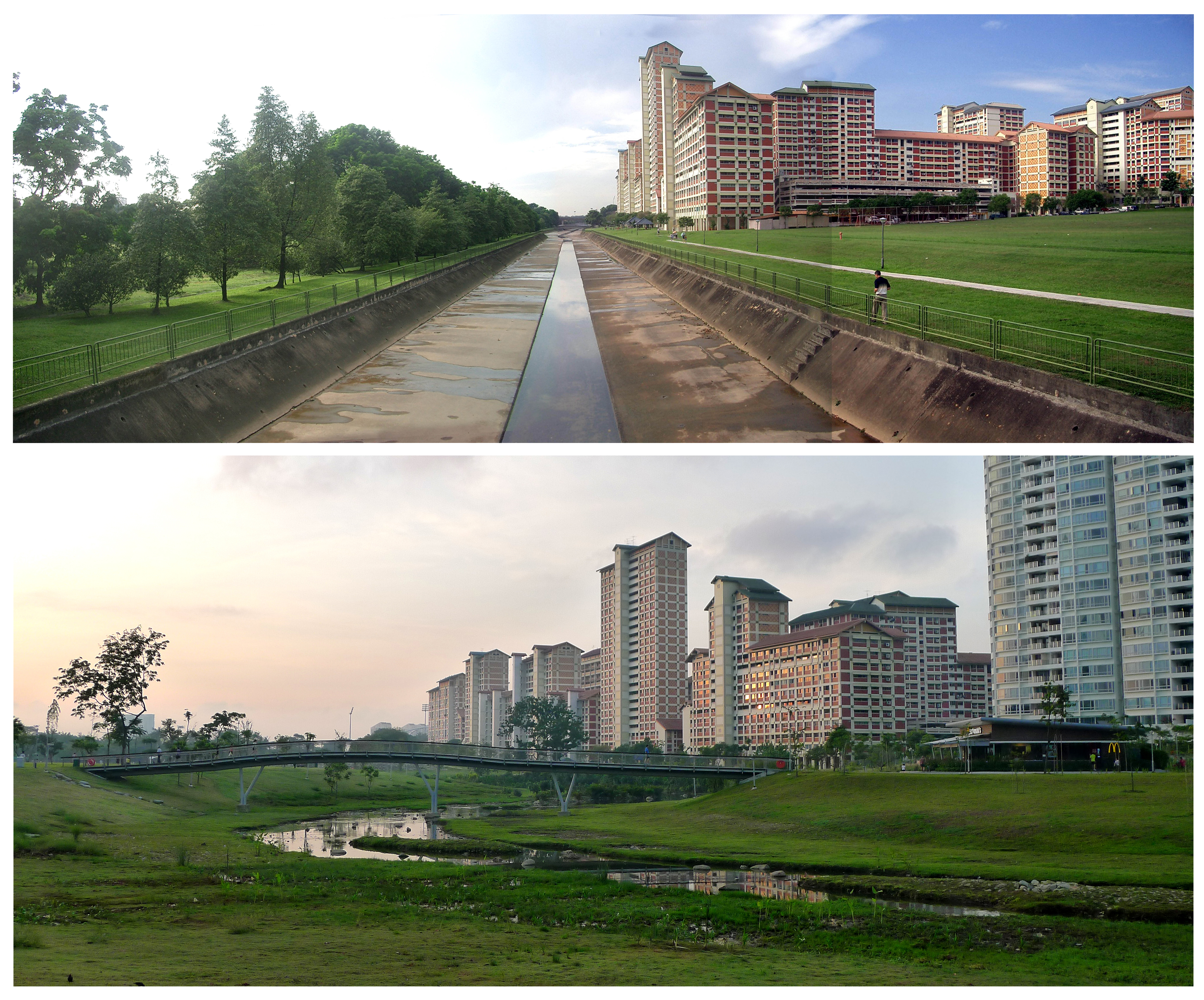
Vor und nach Renaturierung

Der Bishan Park ist ein Park in Singapur. Ein ehemaliger Betonkanal wurde zu einem Fluss umgebaut und ist Teil eines inselweiten Regenwassermanagementprogramms, das sowohl der Trinkwasserversorgung als auch dem Hochwasserschutz dient. Das Landschaftsarchitekturbüro Ramboll Studio Dreiseitl und CH2M Hill sind verantwortlich für die Renaturierung von Bishan Park.

## Umbau

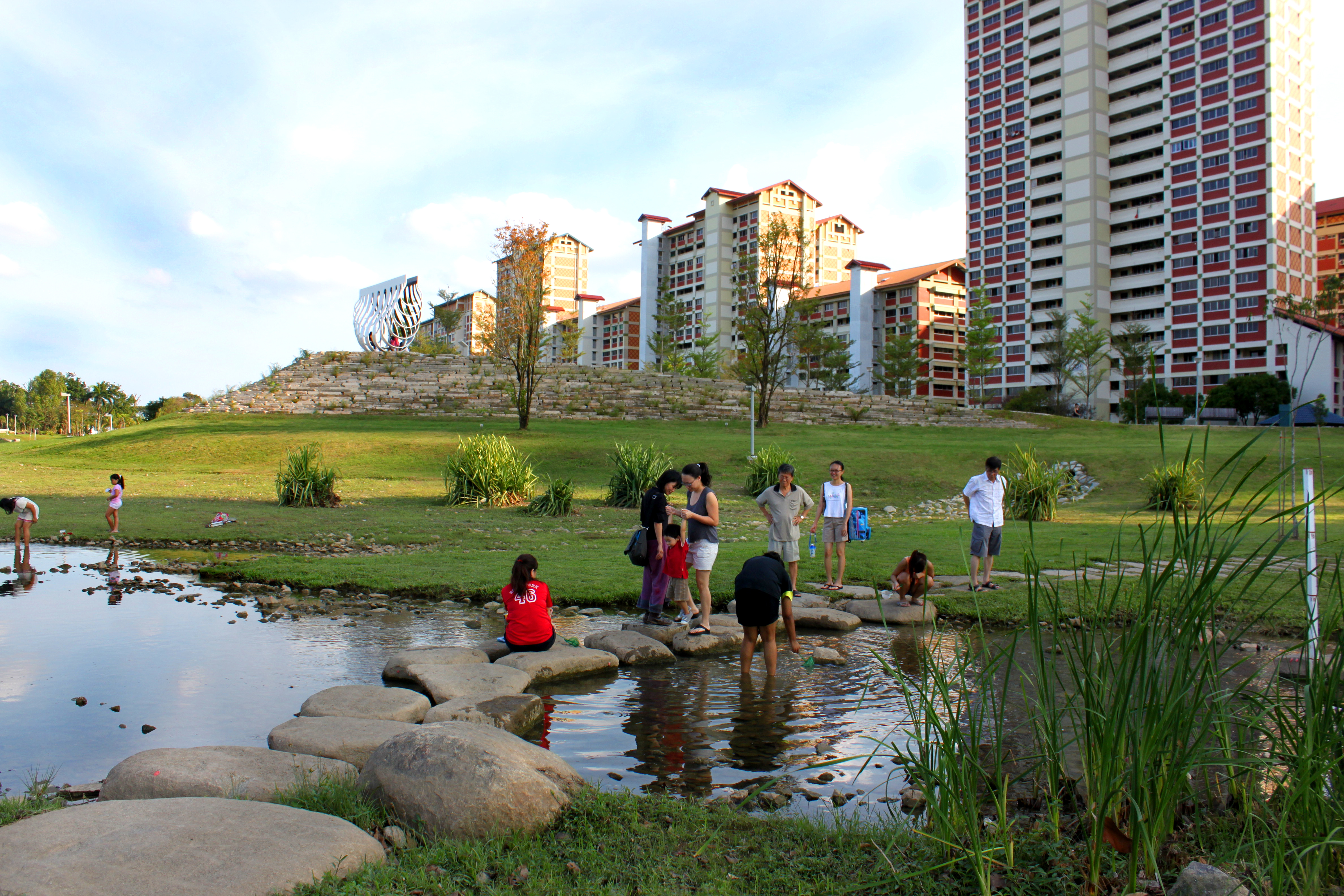
Die Interaktion mit dem Fluss Kallang

### Hintergrundinformationen
Singapur ist ein Inselstaat ohne natürliches Wasservorkommen. Aufgrund seiner Insellage ist die begrenzte Landfläche überaus wertvoll. Trotz tropischer Regenfälle mit ca. 2000 Millimeter Niederschlag pro Jahr steht die seit den 1960er Jahren rasch wachsende Stadt vor Problemen wie periodischer Trockenheit, Hochwasser und Wasserverschmutzung. Markant für die 1970er Jahre war der großflächige Umbau der natürlichen Wassersysteme in unterirdische Wasserleitungen und betonierte Drainagekanäle. In dieser Zeit wurde auch der Kallang River im Bishan Park in sein Betonkorsett gezwungen.
Das ABC Waters Programme, ein Acronym für „Active, Beautiful and Clean“ wurde offiziell im Jahr 2006 mit 20 Projekten für die Jahre 2007–2012 gestartet, insgesamt sollen 100 Projekte bis zum Jahr 2025 realisiert werden.
Der Bishan Park wurde in Folge als Pilotprojekt ausgewählt. Längst waren im Park umfangreiche Neuerungen notwendig und das Betonbett des Kallang River schnitt die angrenzenden Nachbarschaften Ang Mo Kio und Bishan voneinander ab. Obwohl der Kanal die meiste Zeit leer war, konnte ein tropischer Regen binnen kürzester Zeit die Wassermenge auf eine Höhe von zwei Metern anschwellen lassen, wodurch ein reißender Strom entstand. Mit dem Ziel Wasserrückhalt und Abflussentschleunigung zu gewährleisten, wurde die Planung für den Kallang River gestartet.

### Design-Prozess
Die Stadt hat im integrierten Wassermanagement die Chance erkannt eine lebendige “City of Gardens and Water”  zu schaffen. Dieser interdisziplinäre Ansatz bedeutet, dass die Verbesserung der Wasserinfrastruktur gleichzeitig genutzt werden soll, um den öffentlichen Raum aufzuwerten. Naherholung, Wassermanagement und die Entwicklung einer Stadtnatur sollen nebeneinander koexistieren können.
Der 2,7 Kilometer lange und völlig geradlinige Entwässerungskanal wurde durch einen mäandrierenden Fluss mit einer Länge von 3 Kilometern ersetzt. 62 Hektar Parklandschaft wurden umgestaltet, um einerseits die Dynamik des Flusssystems mit seinen schwankenden Wasserständen und periodischen Überflutungen zu berücksichtigen, und andererseits den größtmöglichen Gewinn für die Parkbesucher zu erzielen. Drei Abenteuerspielplätze, neue Restaurants, eine Aussichtsplattform, der sogenannte „Recycle Hill“ – errichtet ausschließlich aus Abbruchmaterial des Kanals – sowie Grünflächen gehören zur Flusssanierung.

### Techniken

#### Ingenieurbiologie
Im Jahr 2009 wurde auf einer Länge von 70 Metern eine Teststrecke errichtet, um verschiedene ingenieurbiologischen Techniken und eine breite Palette von Pflanzen zu testen. Schließlich wurden sieben Techniken für dieses Vorhaben ausgewählt wie Faschinen, Steinschüttung mit Stecklingen, Reet-Rollen, bepflanzte Gabionen und Geotextilien.
Bereits vor Beendigung der Bauarbeiten zeigte die neue Flusslandschaft eine Biodiversitätssteigerung von 30 %. Eine besondere Innovation sind die erstmals in einer tropischen Region angewandten ingenieurbiologische Techniken, um die Ufer zu stabilisieren. Schließlich müssen die Ufer den plötzlich auftretenden Wassermassen eines Starkregens standhalten und dennoch Lebensraum für Flora und Fauna bieten. Im Fall des Starkregens fungiert ein definierter Bereich des Parks als Überflutungszone, der dem Wasser genügend Platz gibt, sich auszudehnen und Geschwindigkeit und hydraulische Kraft zu drosseln (hydraulic overload). Dadurch werden unterhalb des Flusses liegende Stadtteile vor den Fluten geschützt.

#### Reinigungsbiotopen

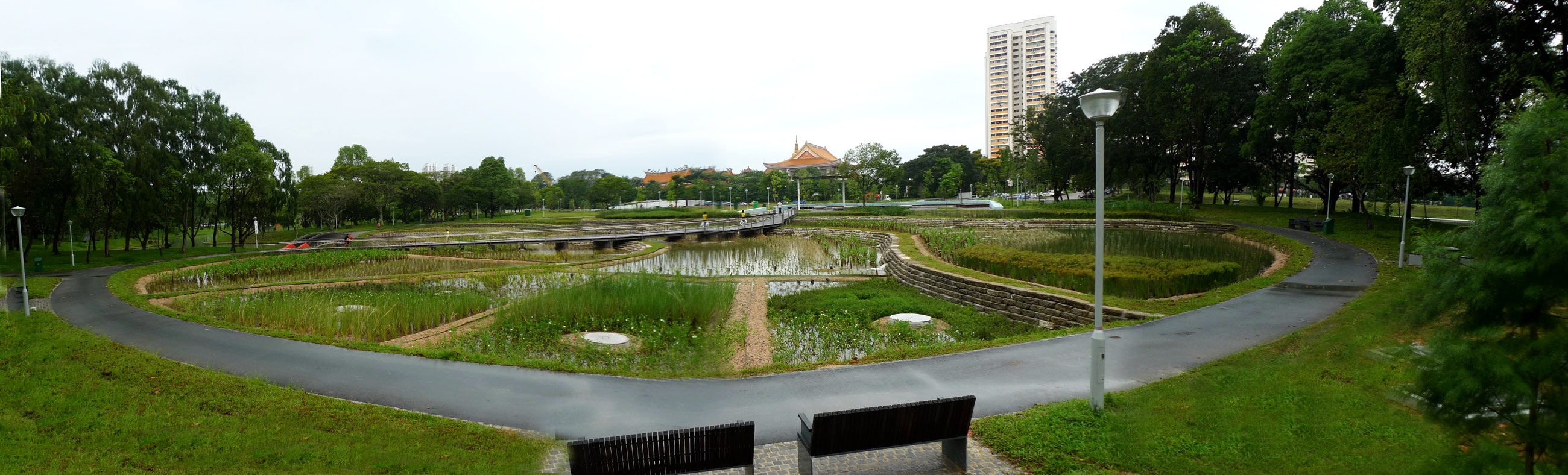
Cleansing Biotope

Die Behandlung des Regenwassers „on the spot“, also dort, wo es auf die Erde fällt, braucht entsprechende Voraussetzungen wie Gründächer oder Straßen mit Versickerungsstreifen. Nur dann wird gewährleistet, dass Wasser von guter Qualität anstatt von schmutzigen Straßenabwässern den Fluss speist.

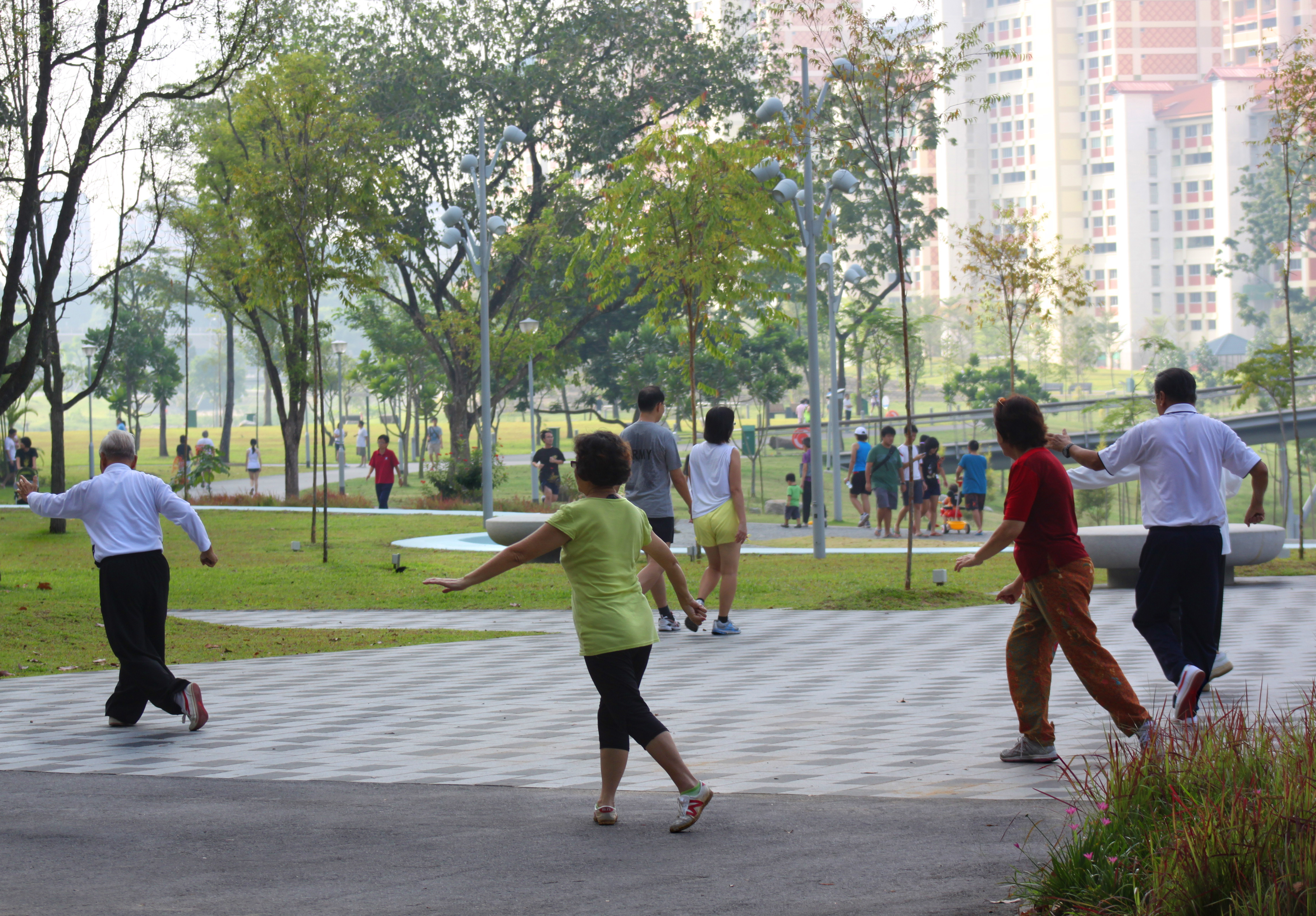
Tai Chi in Bishan Park
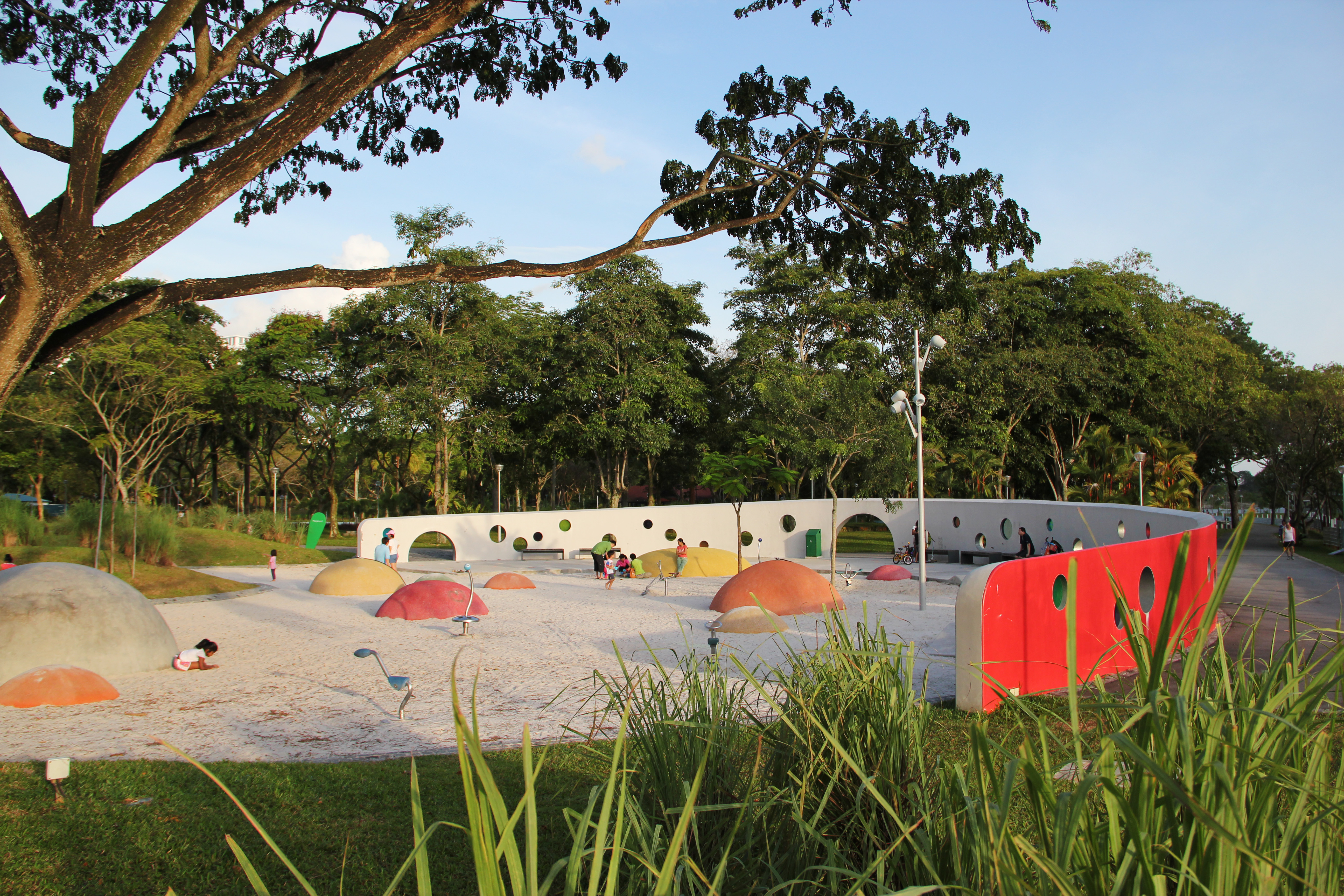
Adventure Playground
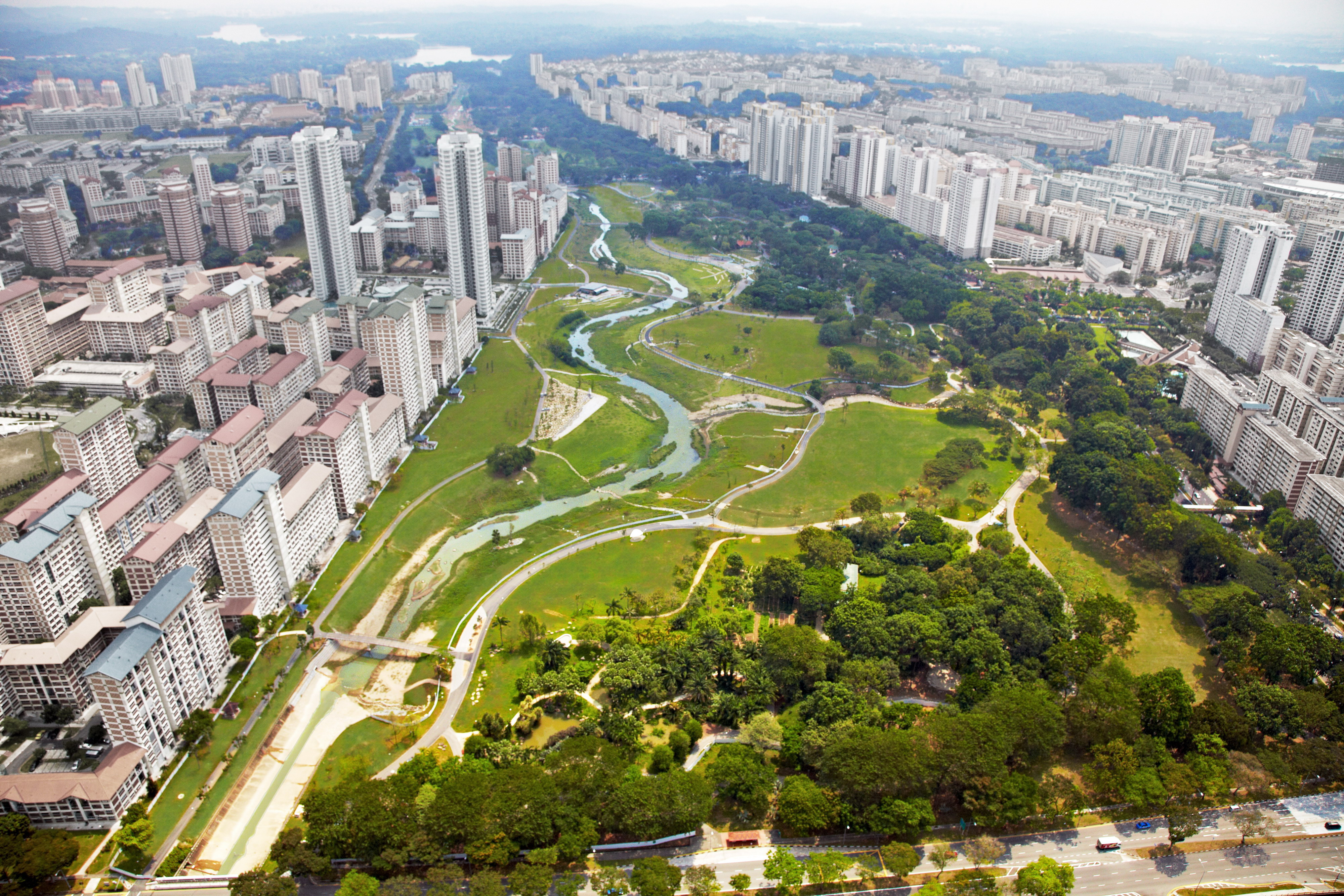
Bishan Park

### Fakten zum Projekt
- Offizielle Eröffnung: 17. März 2012 durch den Premierminister von Singapur
- Fläche des Bishan Park: 62 Hektar
- Besucher jährlich: über 3 Millionen
- Länge der renaturierten Flussstrecke des Kallang River: 3 km
- Länge des früheren Betonkanals: 2,7 km (17–24 m Breite)
- Gesamtlänge des Kallang River: 10 km
- Planungszeitraum: 2007–2010
- Errichtung: Oktober 2009 bis Februar 2012 (2 ½ Jahre)
- Errichtungskosten: 76 Millionen SGD / 45 Millionen € / 60 Millionen US$